# 55 Draconis
55 Draconis är en vit stjärna i huvudserien som ligger i stjärnbilden Draken.
55 Dra har visuell magnitud +6,26 och är svagt synlig för blotta ögat vid mycket god seeing. Den befinner sig på ett avstånd av ungefär 320 ljusår.